# Donebach
Donebach ist ein Ortsteil der Gemeinde Mudau im Odenwald mit 311 Einwohnern. (Stand: 2021)

## Geografie
Donebach liegt im nördlichen Baden-Württemberg, im badischen Odenwald unweit der Landesgrenze zu Bayern. Der Ortsplan weist Donebach als Straßenort aus. Westlich von Donebach liegt der Ort Mörschenhardt (ca. 2 km entfernt), östlich liegt Ünglert (ca. 1,5 km entfernt) und südöstlich liegt Mudau (ca. 3 km entfernt).

## Geschichte
Donebach entstand im 11. Jahrhundert als Rodungssiedlung des Klosters Amorbach in der Talwanne des gleichnamigen Bachs Donebach (done bedeutet rauschen). Erstmals urkundlich erwähnt wurde der Ort am 19. Mai 1271 anlässlich des Verkaufs der Burg Wildenberg mit den zugehörigen Dörfern Kirchzell, Buch, Preunschen, Donebach, Mörschenhardt, Schloßau und Mudau durch Ulrich von Dürn und seine Gemahlin Adelheid an das Erzstift Mainz.
1462 hieß der Ort Thonbach. Von 1585 bis 1925 hieß der Ort Dumbach, wurde dann aber wieder auf den ersten 1271 urkundlich verzeichneten Namen Donebach umbenannt. 1495 lebten in Donebach ca. 80 Menschen. Um 1750 waren es 145 Einwohner und es soll ein Gasthaus mit dem Namen „Zum Ross“ gegeben haben. An der Agrarrevolution im Jahre 1848 beteiligten sich auch Bauern in Donebach. 18 Jahre danach (1866) wurde das Schulhaus, 1927 die Pfarrkirche erbaut.
Der Frankreichfeldzug der Hitlerdiktatur hatte auch Folgen für Donebach. In den Jahren 1939 und 1940 rodete die Wehrmacht zur Errichtung eines Behelfsflugplatzes rund 2/3 des hiebbaren Gemeindehochwaldes und raubte dem Ort dadurch eine gute Einnahmequelle. Der Flugplatz wurde aber aufgrund des schnellen Sieges über Frankreich nie fertiggestellt.
1950 stieg die Bevölkerung durch den Zuzug von Evakuierten und Heimatvertriebenen kurzzeitig auf 584 Einwohner an. 1965 errichtete die Deutsche Bundespost auf dem Flugplatzgelände 4 Sendemasten zur Ausstrahlung des Deutschlandfunks, die 1982 auf zwei Türme, allerdings mit einer Höhe von 363 Metern, reduziert wurden. Die beiden Türme wurden am 2. März 2018 gesprengt. Im Zuge der Gemeindereform schloss sich Donebach zum 1. März 1974 der Gemeinde Mudau an. Bereits 1935 war Donebach nach Mudau eingemeindet worden, 1945 aber wieder abgetrennt.
1976 schloss das Gasthaus „Linde“ seine Pforten, der Mittelpunkt des dörflichen Lebens ist seit diesem Zeitpunkt der Gaststättenbetrieb des FC Donebach und seit den 1980er Jahren auch der Gemeinschaftsraum des Jugendhauses Donebach, der in den Räumen der ehemaligen Milchabgabestelle entstand. Mit der Sanierung der Wasserversorgung, durch den Bau der Abwasseranlagen und dem dorfgemäßen Ausbau der Ortsdurchfahrt in den 1990er Jahren sowie der Erschließung des Baugebiets Neuhof Anfang 2000 wurde in Donebach eine moderne Infrastruktur geschaffen.
Es gibt in Donebach 13 Straßen (Am Sportplatz, Am Pfad, Amselweg, Drosselgasse, Fasanenweg, Häuseräckerstraße, Odenwaldstraße, Prof. Eiermannstraße, Reiterstraße, Schöne Aussicht, Senderstraße, Ünglertstraße, Wildenburgweg). Im Jahre 2000 wurde das um den Sendemast gelegene Baugebiet „Neuhof“ erschlossen.

## Wappen
Das Wappen zeigt in Rot einen erniedrigten silbernen Wellenbalken über dem sich ein sechsspeichiges silbernes Rad befindet (Mainzer Rad, erinnert an die Zugehörigkeit zu Kurmainz).

## Sehenswürdigkeiten

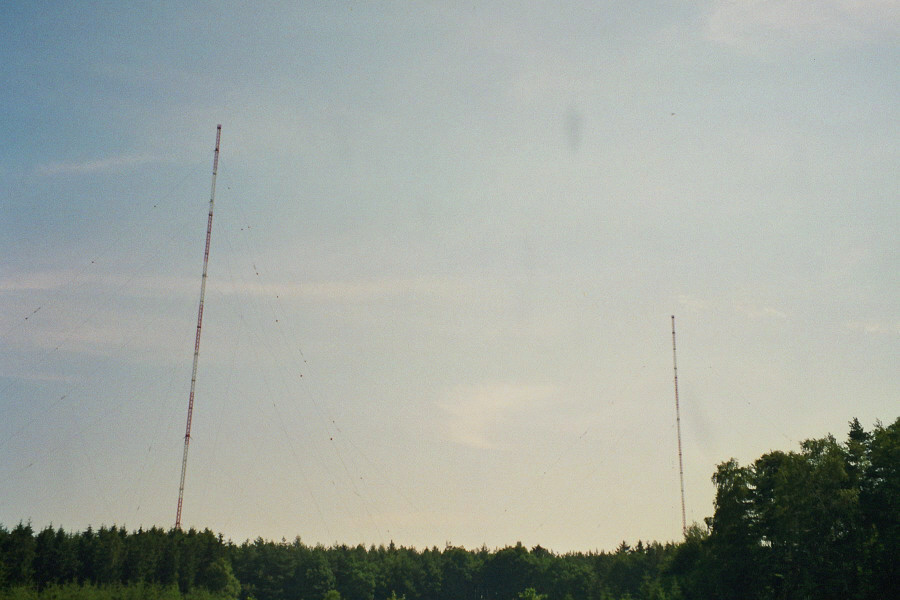
Langwellensender Donebach

### Sender Donebach

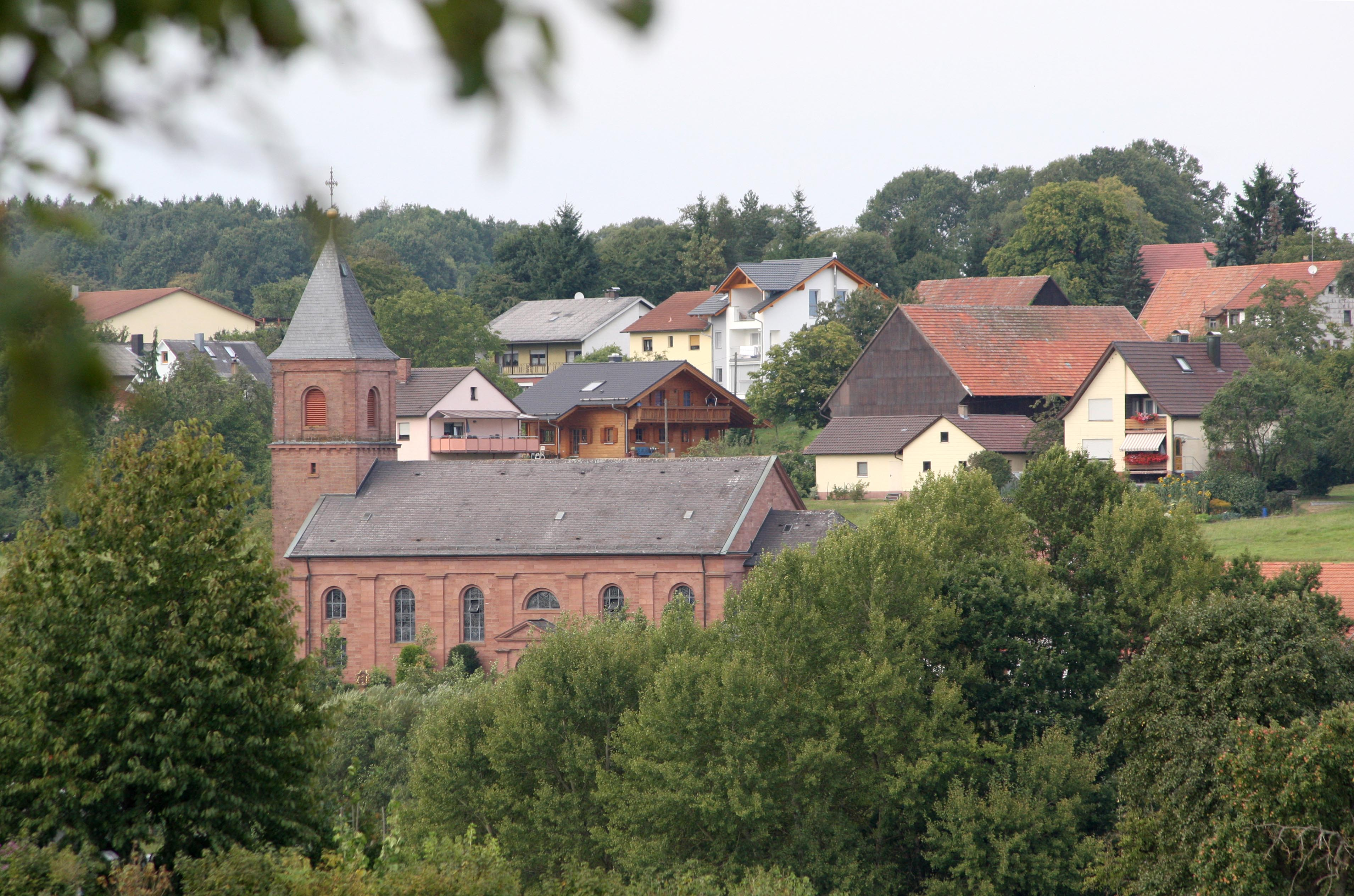
St. Josef in Donebach

Auf einer freien Hochfläche unmittelbar westlich der Ortslage stand von 1967 bis 2018 der Sender Donebach, der über zwei 363 Meter hohe Stahlgittermasten auf Langwelle den Deutschlandfunk ausstrahlte. Die weithin sichtbaren Masten waren die zweithöchsten Bauwerke Deutschlands. Der Sendebetrieb wurde zum Jahresende 2014 aus Kostengründen eingestellt, die Masten wurden am 2. März 2018 durch Sprengung zu Boden gebracht.

### St. Josefskirche
Die St. Josefskirche in Donebach wurde in den 70er Jahren saniert. Bei dieser Maßnahme wurden auch die Fenster erneuert. Die neuen Fenster wurden vom bildenden Künstler Emil Wachter aus Karlsruhe mit Motiven aus dem alten und neuen Testament gestaltet.

## Gewerbe
In Donebach gibt es drei Bauernhöfe mit Milchwirtschaft und noch mehr Bauernhöfe mit Schweinehaltung. Außerdem gibt es einen Schlossereibetrieb, einen Maurerbetrieb, eine Bäckereiverkaufsstelle, einen Elektrofachmann, und einen Landmaschinenhändler.

## Persönlichkeiten

### Bürgermeister
Der Bürgermeister der Gesamtgemeinde Mudau ist seit dem 14. Januar 2004 der promovierte Biologe Norbert Rippberger, der in Donebach aufgewachsen ist und dort seine Jugendzeit verbrachte.

### Ehrenbürger Wilhelm Stelz

Ehrenbürger von Donebach

Stelz wurde am 25. September 1897 geboren und ist am 5. Januar 1989 verstorben. Seine letzte Ruhestätte fand er in Lützelsachsen.
Wilhelm Stelz ergriff den Beruf des Lehrers und fand seine erste Stelle in Hochhausen bei Tauberbischofsheim. Im Jahr 1923 kam er als junger Hauptlehrer im Alter von 26 Jahren an die Volksschule in Dumbach als seine zweite Lehrerstelle. Zusammen mit Unterlehrer Maier unterrichtete er die Kinder im neuen Schulhaus. Das große Verdienst von Wilhelm Stelz war sein engagiertes und zielstrebiges Wirken zur Umtaufe von Dumbach zu Donebach. Dieses Ziel wurde zum Jahreswechsel 1925/26 Wirklichkeit. Wilhelm Stelz wollte nicht, dass seine Kinder in Dumbach geboren werden, so die Auskünfte seiner Nachkommen. Sein drittes Kind Rudi wurde am 23. Dezember 1925 geboren, wenige Tage vor der offiziellen Umtaufe. Stelz recherchierte und überzeugte mit seinen Ergebnissen den Gemeinderat und den Bürgerausschuss von Dumbach. Dem Antrag auf Umbenennung wurde vom Staatsministerium in Karlsruhe mit Beschluss vom 6. August 1925 zugestimmt.
Die Gestaltung des Dorfmittelpunktes geht ebenfalls auf seine Pläne zurück. In der Ortsmitte war damals lediglich ein Sandsteintrog vorhanden, aus dem die Rinder und Schweine getränkt wurden. Der Lehrer entwarf eine Brunnenanlage mit dazugehörigem Umfeld. Diese Pläne wurden von der Gemeinde Donebach verwirklicht. Die Brunnenanlage mit Umfeld ist noch vorhanden und bildet den Ortsmittelpunkt. Im Jahre 1933 verließ Hauptlehrer Stelz nach zehnjähriger Arbeit die Volksschule Donebach. Er ging nach Lützelsachsen bei Weinheim, wo er bis zu seiner Pensionierung unterrichtete. Die Donebacher erinnerten sich an das außergewöhnliche Engagement ihres Lehrers Wilhelm Stelz. In der Sitzung am 14. April 1933 beschloss der Gemeinderat von Donebach den Hauptlehrer Wilhelm Stelz zum Ehrenbürger zu ernennen. Die höchste Würdigung, die eine Gemeinde vergeben kann, wurde mit der feierlichen Übergabe der entsprechenden Urkunde besiegelt.
Am 9. April 2019 wurde an das Schulhaus, in dem Wilhelm Stelz wohnte und als Lehrer tätig war, eine Gedenktafel angebracht. Darauf wird auf die Leistungen von Wilhelm Stelz als Lehrer und Förderer von Donebach hingewiesen.

### Adolf Eiermann
In Donebach wurde die Prof. Eiermannstraße nach dem promovierten ehemaligen Gymnasiallehrer benannt. Adolf Eiermann wurde am 21. Januar 1875 in Dumbach geboren und verstarb am 1. März 1973 in Baden-Baden. 1905 wurde er zum Professor am Lehrerseminar in Meersburg ernannt. Ab 1910 war Eiermann dann am Lehrerseminar in Freiburg. Er trat als Autor zahlreicher Bücher in Erscheinung.